# 丹尼·凱

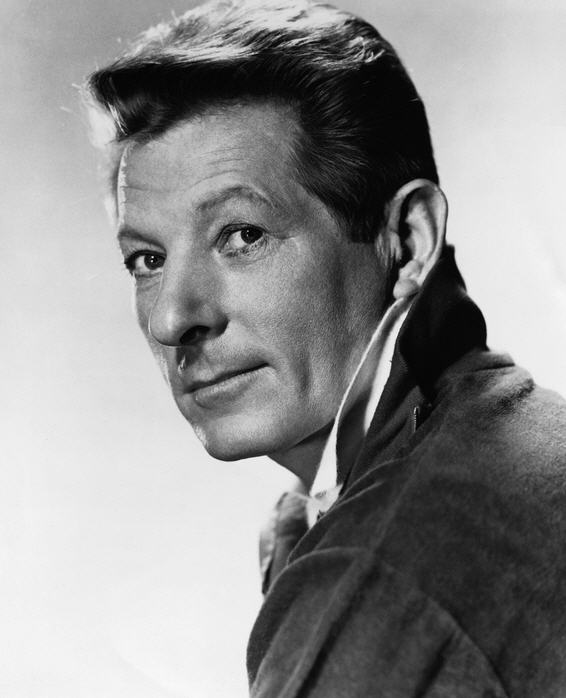

丹尼·凱（Danny Kaye，1911年1月18日—1987年3月3日，原名David Daniel Kaminsky），美籍猶太裔男演員，在職生涯中曾參演過23部電影，其中著名的有《畸人艶跡》(1945)、《玉堂富貴》(1946)、《夢裡乾坤》(1947)、《欽差大臣》(1949)、《安徒生傳》(1952)、《銀色聖誕》(1954) 和《宮廷小丑》（1955）。1954年，他成為聯合國兒童基金會首任無任所大使（ambassador-at-large），並因其在該組織多年的工作而於1986年榮獲法國榮譽軍團勳章。

## 外部連結
- 丹尼·凱在互联网电影资料库（IMDb）上的資料（英文）
- 互聯網百老匯資料庫（IBDB）上丹尼·凱的資料（英文）
- 丹尼·凱的Discogs页面（英文）
- Royal Engineers Museum
- Literature on Danny Kaye （页面存档备份，存于）
- 在Find a Grave上的丹尼·凱
- FBI Records: The Vault – Danny Kaye （页面存档备份，存于）, fbi.gov; accessed June 4, 2017.
- Danny Kaye and Sylvia Fine Collection （页面存档备份，存于） and the Online Danny Kaye and Sylvia Fine Collection （页面存档备份，存于） at the Library of Congress
- Danny Kaye recordings at the Discography of American Historical Recordings